# Dana Dawson
Dana Dawson (New York, 7 agosto 1974 – New York, 10 agosto 2010) è stata una cantante e attrice statunitense.
Ha riscosso un particolare successo in Francia tra gli anni ottanta e gli anni novanta, pubblicando un album e diversi singoli. Tra il 1995 e il 1996 ha invece ottenuto un discreto successo con il suo secondo album, dal quale sono stati tratti diversi altri brani, in Regno Unito.

## Biografia
Ha debuttato nel 1981, all'età di sette anni, recitando le musical Annie. Ha anche preparato la parte di Mimi nel musical internazionale Rent del 2000, mentre dal 2001 è nel cast del Broadway theatre.

### Il successo dei primi singoli in Francia
La sua attività canora, per la quale è principalmente conosciuta, è iniziata nel 1988 con la pubblicazione del suo singolo d'esordio, Ready to Follow You, scritta da Jacqueline Taïeb, che ha raggiunto un buon successo in Francia. Successivamente ha lavorato con il produttore italiano Romano Musumarra e una squadra di produttori francese per la realizzazione del suo disco d'esordio, intitolato Paris, New York and Me, uscito nel 1991 per l'etichetta discografica Columbia, dal quale sono stati estratti, oltre a quello di debutto, i singoli Romantic World, Tell Me Bonita (entrambe al quarto posto della classifica dei singoli francese), Open Hearts e Moving On, di minor successo in classifica.

### Il secondo album e gli ultimi successi
Dopo alcuni anni di pausa, la cantante si è trasferita in Regno Unito, firmando un contratto con l'etichetta discografica EMI per la quale ha pubblicato, nel 1996, il suo secondo disco Black Butterfly. Questo album è stato promosso da diversi singoli; i primi due, 3 Is Family e Got to Give Me Love, sono stati pubblicati nel 1995, e hanno raggiunto un discreto successo in Regno Unito insieme ai due successivi Show Me, inserita nella compilation della manifestazione musicale italiana Festivalbar, e How I Wanna Be Loved, entrambi pubblicati nel 1996.
Nel 1997 ha realizzato un singolo insieme agli stilisti Dolce & Gabbana, una cover in chiave dance del brano More, More, More di Andrea True Connection del 1976. Successivamente a questo, a parte il brano Nice Life utilizzato come colonna sonora del telefilm Lizzie McGuire e pubblicato come singolo esclusivamente in Francia nel 2001, ha abbandonato il mondo della discografia.
I suoi brani sono stati spesso inclusi in compilation di musica dance.
È scomparsa prematuramente il 10 agosto 2010, all'età di trentasei anni, a causa di un tumore al colon, dopo aver combattuto la malattia per 10 mesi.

## Discografia

### Album
- 1991 - Paris, New York and Me
- 1996 - Black Butterfly

### Singoli
- 1988 - Ready to Follow You
- 1990 - Romantic World
- 1991 - Tell Me Bonita
- 1991 - Open Hearts
- 1992 - Moving On
- 1995 - 3 Is Family
- 1995 - Got to Give Me Love
- 1996 - Show Me
- 1996 - How I Wanna Be Loved
- 1997 - More, More, More (con Dolce & Gabbana)
- 2001 - Nice Life